# Інститут історії Татарстану імені Шигабутдіна Марджані
Інститут історії Татарстана імені Шигабутдіна Марджані Академії наук Республіки Татарстан (тат. Татарстан Республікаси Фәннәр академіясене Шиһабетдін Мәрҗані ісемендәге Таріх інститути ) окр. Інститут історії ім. Ш. Марджані АН РТ , Інститут історії АН РТ ) - регіональна науково-дослідна установа в структурі Академії наук Республіки Татарстан, займається широким колом досліджень в галузі історії татарського народу та Татарстану.

## Історія
Інститут історії Академії наук Республіки Татарстан створено Наказом Президента Республіки Татарстан М.М. Ш. Шаймієва (за № VII-354 від 14 червня 1996 р.) на базі відділів історії, етнографії, археології, історії суспільної думки та ісламознавства Інституту мови, літератури та історії ім. р. Ібрагімова з метою стимулювання наукових досліджень у галузі історії Татарстану та татарського народу, підготовки висококваліфікованих кадрів.
17 лютого 1997 року Постановою Кабінету міністрів РТ Інститут отримав юридичний статус та затверджений штатний розпис. Директором Інституту затверджено Рафїл Хакім. У лютому 2002 року з метою увічнення пам'яті видатного татарського вченого, просвітителя, релігійного та громадського діяча Інституту історії було присвоєно ім'я Шигабутдіна Марджані.
У 2014 році Постановою Кабінету Міністрів РТ (від 16.10.2014 р. № 763) функції та повноваження засновника Інституту історії ім. Ш. Марджани були передані Міністерству освіти і науки Республіки Татарстан, а науково-методичне керівництво діяльністю - Академії наук Республіки Татарстан.
Наукові дослідження Інституту історії ім. Ш. Марджані багато в чому стали продовженням традицій основоположників національної історичної науки - Шігабутдіна Марджані, Каюма Насирі, Різи Фахретдіна, Хасан-Гати Габяші, Хаді Атласі, Газіза Губайдулліна та ряду інших вчених XIX - початку XX століття.
Інститут є засновником Російського ісламського університету, а також базовою установою Геральдичної ради за Президента РТ. У 2014 році на базі Національного центру археологічних досліджень Інституту історії АН РТ та музею археології РТ було створено відокремлений підрозділ Академії наук Республіки Татарстан Інститут археології ім. А. Х. Халікова.
З 2014 року Інститут історії ім. Ш. Марджани спільно з Інститутом мови, літератури та історії ім. Г. Ібрагімова, у рамках розробленої спільної проблеми «Археологія Татарстану: збереження, історія вивчення, музеєфікація», що проводиться Національним музеєм Республіки Татарстан, бере активну участь у створенні в м. Болгар музею тюрко-татарської писемності.
У 2014 році у м. Бахчисараї було створено Кримський науковий центр Інституту історії АН РТ, метою якого є вивчення та збереження спадщини кримських татар та інших народів Республіки Крим, пошук архівних матеріалів, розширення археологічних досліджень, видання фундаментальних праць з історії та культури Криму. У 2015 році у м. Київ Санкт-Петербург створили Північно-Західний науковий центр ім. Л. н. Гумільова Інституту історії АН РТ.
У 2016 році 7-томне академічне видання «Історія татар із найдавніших часів», підготовлене співробітниками Інституту історії ім. Ш. Марджані (із залученням російських та зарубіжних вчених), було відзначено Державною премією РТ у галузі науки і техніки  .

## Керівники
З 1996 по 2020 рік директором Інституту був доктор історичних наук, дійсний член Академії наук Республіки Татарстан Рафаїль Сибгатович Хакімов .
9 червня 2020 року виконувачем обов'язків директора Інституту призначено доктора історичних наук, академіка АН РТ Саліхова Радика Римовича  .

## Структура Інституту
- відділ Новітньої історії
- відділ Нової історії
- відділ Історії релігій та суспільної думки
- відділ Етносоціологічних досліджень
- відділ історії татаро-булгарської цивілізації
- Центр історії та теорії національної освіти
- Центр вивчення історії та культури татар-кряшен та нагайбаків
- Центр досліджень Золотої Орди та татарських ханств ім. М. А. Усманова
- Центр історико-культурної спадщини народів Республіки Татарстан
- Кримський науковий центр
- Північно-Західний науковий центр ім. Л. н. Гумільова

## Співробітники
- Алішев Салям
- Валєєва-Сулейманова Гузель Фуадівна
- Мухаметшин Рафік Мухаметшович

## Список основних робіт
- Історія татар з найдавніших часів: У 7 т. - Т. I: Народи степової Євразії у давнину. - Казань: Вид-во Рухіят. 2002. - 552 с.
- Історія татар з найдавніших часів: У 7 т. - Т: II. Волзька Булгарія та Великий Степ. - Казань: Вид-во "РухІЛ", 2006. - 960 с.
- Історія татар з найдавніших часів: У 7 т. - Т: III. Улус Джучі (Золота Орда). XIII - середина XV ст. - Казань: Інститут історії АН РТ, 2009. - 1056 с.
- Історія татар з найдавніших часів: У 7 т. - Т: IV. Татарські держави XV-XVIII ст. - Казань: Інститут історії АН РТ, 2014. - 1080 с.
- Історія татар з найдавніших часів: У 7 т. - Т: V. Татарський народ у складі Російської держави (друга половина XVI-XVIII ст.). - Казань: Інститут історії АН РТ, 2014. - 1032 с.
- Історія татар з найдавніших часів: У 7 т. - Т: VI. Формування татарської нації. XIX - початок XX ст. - Казань: Інститут історії АН РТ, 2013. - 1172 с.
- Історія татар з найдавніших часів: У 7 т. - Т: VII. Татари та Татарстан у XX – початку XXI ст. - Казань: Інститут історії АН РТ, 2013. - 1008 с.
- Етнотериторіальні групи татар Поволжя та Уралу та питання їх формування. Історико-етнографічний атлас татарського народу. - Казань: Вид-во ПІК «Будинок друку», 2002. - 248 с.

## Періодичні видання
- Журнал « Золотоординське огляд » («Golden Horde Review») [4] [5] .
- Журнал "Історична етнологія" ("Historical Ethnology").
- Журнал "Кримський історичний огляд" ("Crimean historical review").
- Журнал "Кряшенський історичний огляд" ("Kryashen historical review").